# Parinacochas
Parinacochas é uma província do Peru localizada na região de Ayacucho. Sua capital é a cidade de Coracora.

## Distritos
- Chumpi
- Coracora
- Coronel Castañeda
- Pacapausa
- Pullo
- Puyusca
- San Francisco de Ravacayco
- Upahuacho